# Karel Skorkovský
Karel Skorkovský (17. dubna 1881, Humpolec – 28. září 1959, Rokycany) byl český stavební inženýr a podnikatel, jehož firma se zaměřovala na železobetonové stavby. Jeho starším bratrem byl politik a redaktor Jiří Skorkovský.

## Život
Vystudoval na Vysoké škole technické v Praze (dnešní ČVUT), kde roku 1904 získal titul inženýr, a do roku 1908 tam působil jako asistent prof. Josefa Šolína. V letech 1908–1910 cestoval a praktikoval po Evropě, roku 1909 obhájil titul doktora technických věd. Zajímal se také o letectví. V roce 1911 vydal knihu Řiditelné balony a létadla. Založil firmu Pražská stavební a betonářská společnost, o rok později získal koncesi, později ji přejmenoval na Dr. Ing. Karel Skorkovský. Jeho firma se úspěšně rozvíjela a roku 1923 měla již pobočné závody v Brně a Bratislavě, a podílela se na mnoha významných stavbách, např. Paláce Lucerna, Paláce Adria, Veletržního paláce, Libeňského a Jiráskova mostu, Masarykových domovů v Krči, nebo Nákladového nádraží na Žižkově.
Firma Dr. Ing. Karel Skorkovský byla jednou z hlavních firem, zabývajících se stavbou československého opevnění. Její zaměstnanec, Ing. Bechyně, vyvinul speciální recepturu portlandského cementu (nazývanou A cement), používanou při jejich stavbě. Tento typ cementu měl prodloužený počátek doby tuhnutí, díky čemuž bylo zajištěno dobré propojení jednotlivých vrstev betonu, a také se omezilo množství hydratačního tepla, vytvářeného při tuhnutí. Po mnichovské dohodě společnost přišla o zakázky na opevnění, získala však zakázku na dálnici Praha-Brno, a na stavbu největšího československého obloukového dálničního mostu přes Šmejkalku u Senohrab. Stavba začala v roce 1939, v roce 1942 byla zastavena, a dokončena byla až v roce 1950. V roce 1948 byla firma znárodněna a včleněna do národního podniku Stavby silnic a železnic.
Karel Skorkovský zemřel v roce 1959. Byl pohřben na Vinohradském hřbitově.